# Восход (Залесовский район)
Восхо́д — село в Залесовском районе Алтайского края России. Входит в состав  сельсовета.

## История
Село первоначально существовало как посёлок, в котором была организована коммуна в 1926 году на реке Талица, притока реки Чумыш. В середине XX века, когда проходил этап освоения целинных земель, добровольцы пополнили число жителей, коммуна стала селом.

## География
Село находится на реке Талица , правом притоке реки Чумыш.
Климат
Климат резко континентальный с холодной, длительной и снежной зимой. Лето тёплое, иногда жаркое, но короткое. В самый жаркий месяц, июль, воздух может прогреться до 38 градусов выше ноля по Цельсию. В конце лета ночи сопровождаются холодной росой, может образовываться иней, в сентябре-октябре начинаются заморозки. Зимой температура достигает минус 35-38°С. Холода и морозы обуславливают долгий отопительный сезон — до 130-160 дней в году. Среднегодовое количество осадков — 456 мм/год .
Транспорт
По территории Залесовского района проходят автодороги Залесово — Заринск — Барнаул, Залесово — Заринск — Мартыново. К селу Восход от районной автодороги ведёт просёлочная дорога, из Залесово ежедневно ходят рейсовые автобусы.
Ближайшая железнодорожная станция Заринская находится в одноимённом городе.
Уличная сеть
В селе одна улица — Коммунаров.
Расстояние до
- районного центра Залесово 31 км;
- областного центра Барнаул 78 км.

Ближайшие населённые пункты
Черёмушкино 2 км, Думчево 3 км, Малый Калтай 6 км, Камышенка 7 км, Захарово 9 км, Талица 11 км, Видоново 14 км, Большой Калтай 15 км, Тундриха 17 км, Акулово 18 км, Лебяжье 19 км Шатуново 19 км, Заплывино 20 км, Усть-Каменка 21 км, Калиновка 23 км. 

## Население
| 1997 | 1998 | 1999 | 2000 | 2001 | 2002 | 2003 |
| ---- | ---- | ---- | ---- | ---- | ---- | ---- |
| 42   | ↘41  | ↗43  | ↘41  | ↘36  | ↘34  | ↘31  |
| 2004 | 2005 | 2006 | 2007 | 2008 | 2009 | 2010 |
| ↘24  | ↘21  | ↘20  | →20  | ↘19  | ↘17  | ↗20  |
| 2011 | 2012 | 2013 |      |      |      |      |
| ↘19  | ↘17  | →17  |      |      |      |      |

## Инфраструктура
В связи с уменьшением численности населения, основные услуги и почтовое отделение, обслуживающее жителей села Восход, находятся в административном центре Черёмушкино. Медицинские услуги предоставляет ФАП Залесовская ЦРБ, которая располагает новым автомобилем неотложной помощи .